# Peter Ludwig Mejdell Sylow
Peter Ludwig Mejdell Sylow (Christiania, 12 dicembre 1832 – Christiania, 7 settembre 1918) è stato un matematico norvegese, noto per i teoremi di Sylow, teoremi cruciali per la teoria dei gruppi finiti.

## Biografia
Sylow studiò presso l'Università di Christiania. Nel 1853 vinse un concorso di matematica e successivamente insegnò per quaranta anni (1858-1898) presso la scuola di Frederikshald. 
Egli tuttavia si dedicò anche alla ricerca matematica, prima sollecitato da Ole Jacob Broch occupandosi di funzioni ellittiche, poi su suggerimento di Carl Anton Bjerknes, dedicandosi ai lavori di Évariste Galois e alla teoria dei gruppi.
Nel 1861 ottenne una borsa di studio che gli consentì di recarsi a Berlino e a Parigi. A Parigi assistette alle conferenze di Michel Chasles sulla teoria delle coniche, di Joseph Liouville sulla meccanica razionale e di Jean-Marie Duhamel sulla teoria dei limiti. A Berlino ebbe delle utili discussioni con Leopold Kronecker, ma non riuscì ad assistere ai corsi di Karl Weierstrass che in quel periodo era malato. Nel 1862, sostituendo Ole Jacob Broch, Sylow tenne lezioni presso l'Università di Christiania, esponendo in particolare i lavori di Galois e di Abel sulle equazioni algebriche.
Tra il 1873 e il 1881, insieme a Sophus Lie, lavorò all'edizione dell'opera completa di Abel e lo stesso Lie affermò che la maggior parte del lavoro era stato effettuato da Sylow.
Tuttavia la fama di Sylow è legata a sole dieci pagine pubblicate nel 1872. Infatti nell'articolo Théorèmes sur les groupes de substitutions che Sylow pubblicò in Mathematische Annalen Volume 5 (pp. 584-594) appaiono i tre teoremi che portano il suo nome, senza alcuna dimostrazione; questa fu fornita solo dieci anni più tardi.
Nel 1894, Sylow diventò editore di Acta Mathematica, la rivista fondata da Lie nel 1882, e nel 1894 ricevette una laurea honoris causa dell'Università di Copenaghen. Dal 1898 insegnò all'Università di Christiania dove Lie aveva fatto istituire per lui una cattedra speciale.

## Contributi alla Matematica
Nella teoria dei gruppi, il teorema di Lagrange dice che l'ordine di un sottogruppo H di un gruppo finito G è un divisore dell'ordine del gruppo G. Il viceversa non è sempre vero. I teoremi di Sylow garantiscono, per alcuni divisori dell'ordine di G, l'esistenza di un sottogruppo d'ordine corrispondente, e forniscono un'informazione sul numero di questi sottogruppi.

### Definizione
Sia p un numero primo; allora definiamo come p-sottogruppo di Sylow di G ogni suo p-sottogruppo massimale, cioè ogni sottogruppo che è un p-gruppo, e che non è un sottogruppo proprio di nessun altro p-sottogruppo di G. La collezione di tutti i p-sottogruppi di Sylow per un intero primo p viene denotata con Sylp(G).

### I teoremi di Sylow
- Se G un gruppo finito, p è un numero primo e pn divide l'ordine di G, allora esiste in G un p-sottogruppo di Sylow, d'ordine pn.
- Se G un gruppo finito, p è un numero primo, e pn divide l'ordine di G ma pn+1 non divide l'ordine di G, allora due sottogruppi di G di ordine pn sono sempre coniugati.
- Il numero dei p-sottogruppi di Sylow di G per un dato p primo è della forma 1+s·p dove s è un intero positivo.

In particolare, le proprietà precedenti implicano che tutti i p-sottogruppi di Sylow di un dato gruppo G sono dello stesso ordine. Se tale ordine massimale è pn, ogni sottogruppo di G di tale ordine è un p-sottogruppo di Sylow ed inoltre è isomorfo a tutti gli altri p-sottogruppi di Sylow. A causa della condizione di massimalità, se H è un qualunque p-sottogruppo di G, allora H è un sottogruppo di un p-sottogruppo di Sylow di G.